# Псков (автодорога)
Федера́льная автомоби́льная доро́га Р-23 — автомобильная дорога федерального значения Санкт-Петербург — Псков — Пустошка — Невель — граница с Республикой Беларусь. Является частью европейского маршрута E 95. До 31 декабря 2017 года также мог применяться старый учётный номер М20. Автодорога отнесена к автомобильным дорогам федерального значения как соединяющая между собой административные центры субъектов России, что обозначается префиксом Р в её названии.
В Санкт-Петербурге начало автодороги имеет официальное название Киевское шоссе. В Ленинградской области носит народное название Киевское шоссе, по которому имеет нумерацию домов на участках трассы, проходящих по территории Пушкинского района Петербурга и Гатчинского района Ленинградской области.

## История
На основном протяжении трасса была двухполосной.
30 октября 2009 года была построена развязка с тоннелем при повороте с Пулковского шоссе на Петербургского шоссе.
22 ноября 2009 года открыт 21-километровый объезд города Луги. Он отходит от старой трассы в районе железнодорожного разъезда имени Генерала Омельченко и возвращается к ней возле посёлка Межозёрного. В начале и в конце обхода, а также на пересечении с Комсомольским проспектом (ведет к деревне Заклинье) были построены путепроводные развязки. Также было наведено четыре моста.
В 2012 году завершилось расширение участка Пулковского шоссе и продолжающего его Киевского шоссе от Петербургского шоссе до деревни Дони. Трасса была расширена с трех (средняя полоса использовалась для обгона) до шести полос, построены Волхонский (на пересечении с Волхонским шоссе, открыт 1 сентября 2011 года), Карлинский (на пересечении с Красносельским шоссе, открыт 10 сентября 2011 года) путепроводы и безымянный путепровод при повороте к Кондакопшину и Лесному (открыт в начале августа 2011 года), подземный пешеходный переход у Пулковской обсерватории (открыт в начале мая 2009 года), надземные пешеходные переходы у Цветочного питомника, у Рехколовского шоссе и у Новокондакопшина.
В 2010 году в большинстве населённых пунктов Псковской области, расположенных на автодороге «Псков», повышена разрешённая скорость движения автотранспорта
14 октября 2017 года открылся новый шестиполосный участок автодороги от Доней до объезда Гатчины в обход населённых пунктов Зайцево, Ижора, Малое Верево и Вайя с тремя транспортными развязками, виадуком над железной дорогой и двумя надземными пешеходными переходами.
7 августа 2020 года завершилась реконструкция обхода Гатчины. Трасса расширена с двух полос до шести, заменены пять путепроводов, в том числе два через железнодорожные пути и три в составе транспортных развязок в разных уровнях на пересечении трассы Р-23 с региональной дорогой 41К-100 Гатчина — Куровицы и федеральной А-120 «Санкт-Петербургское южное полукольцо».
17 октября 2023 года открылось движение по расширенному участку от деревни Городец до поселка Заплюсье. 8 августа 2024 года расширили участок от обхода Луги возле поселка Межозёрного до Городца. 27 декабря 2024 года запущено четырехполосное движение на участке от Большой Ящеры до Мшинской.
Начата реконструкция участка с 54 до 80 км с обходом населенных пунктов Лядино, Никольское, Новое Колено, Поддубье, Выра и Рождествено.
Также в настоящий момент проводится капитальный ремонт трассы с 80 по 111 км до Мшинской с расширением полос движения до 2+2, но без обхода населенных пунктов Парушино, Кузнецово, Беково, Покровка, Большая Ящера, Сорочкино. А также участок с 157 по 178 км. В перспективе планируется расширение и на участках 112 по 138 км и 138 по 157.

## Маршрут
| Санкт-Петербург, Пушкинский район       |
| Ленинградская область, Гатчинский район |

| Гатчинский район |
| Лужский район    |

| Ленинградская область, Лужский район |
| Псковская область, Плюсский район    |

- ПСКОВСКАЯ ОБЛАСТЬ:
  - Плюсский район
    - городское поселение Заплюсье
      - Заплюсье, посёлок

    - сельское поселение Запольская волость
      - Заплюсье, деревня
      - Заполье

  - Стругокрасненский район
    - сельское поселение Хрединская волость
      - Феофилова Пустынь
      - Лудони
      - Комарино

    - сельское поселение Цапельская волость
      - Маяково
      - Гмырино
      - Катежно
      - Строитель
      - Нестерицы
      - Цапелька
      - Сверётово
      - Ротный Двор
      - Мараморочка

  - Псковский район
    - сельское поселение Торошинская волость
      - Подборовье-1
      - поворот на Подборовье-3

  - городской округ Псков
    - город Псков
      - поворот на Псков через Любятово и на Северную объездную дорогу города Пскова
      - Андрохново
      - Кресты
      - Учхоз
      - Поклонная Горка
      - Лопатино

  - Псковский район
    - сельское поселение Ядровская волость
      - Черёха
      - Соловьи
      - Стремутка
      - Погорелка

  - Палкинский район
    - сельское поселение Черская волость
      - поворот на Вадрино
      - поворот на Вернявино
      - Черская
      - Ванюха
      - Орлы и Наумково
      - повороты на Рожкополье и Федориху

  - Островский район
    - сельское поселение Волковская волость
      - Дуловка
      - поворот на Стадник
      - Карпово

    - городское поселение «Остров»
      - город Остров

    - сельское поселение Бережанская волость
      - Глушни
      - по границе с городом Остров
      - Заньково
      - Ивахново
      - Черепягино
      - Татищево
      - Юршино

    - сельское поселение Горайская волость
      - Крюки
      - Крени
      - Решёты
      - Гораи
      - Ельняги
      - Заходы

  - Пушкиногорский район
    - сельское поселение Новгородкинская волость
      - Редковцы
      - Новгородка

    - сельское поселение Велейская волость
      - Ременниково
      - Клиново
      - поворот на д. Исса
      - Терехово
      - Волхво

  - Опочецкий район
    - сельское поселение Матюшкинская волость
      - Молоково
      - Барабаны
      - Серово
      - Пуршево
      - Алтово

    - сельское поселение Пригородная волость
    - городское поселение Опочка
      - город Опочка

    - сельское поселение Пригородная волость
    - сельское поселение Звонская волость
      - Гривы
      - Аристово
      - Голованово
      - Звоны
      - Маврино

    - сельское поселение Глубоковская волость
      - Мякишево
      - Лашутино
      - Зуйково

  - Пустошкинский район
    - сельское поселение Алольская волость
      - Ночлегово
      - Кисели
      - Алоль
      - Холюны
      - поворот на Яссы
      - Заречье

    - сельское поселение Пригородная волость
      - поворот на Соино
      - Красково
      - Старая Пустошка

    - городское поселение Пустошка
      - город Пустошка

    - сельское поселение Пригородная волость
      - повороты на автодорогу «Балтия»
      - Заболотно

    - сельское поселение Гультяевская волость
      - поворот на Гультяи
      - Линец
      - Рудо

  - Невельский район
    - сельское поселение Усть-Долысская волость
      - поворот на Таланкино
      - поворот на Осовик и Фенево Трехалёвской волости
      - Усть-Долыссы
      - Жуково
      - Бегуново

    - сельское поселение Плисская волость
      - Стрельниково
      - Перебоево
      - Ширнево
      - Павлючки

    - городское поселение Невель
      - поворот на город Невель

    - сельское поселение Плисская волость
      - Плиссы

    - городское поселение Невель"
      - поворот на город Невель

    - сельское поселение Плисская волость
      - Колоничено
      - Лутище
      - Караси
      - Телицы
      - Сукино

    - сельское поселение Артёмовская волость
      - Созыкино
      - Тарасово
      - поворот на Еменец
      - поворот на Козлово и на город Невель с юга
      - Блинки
      - Лобок

### Города
- Санкт-Петербург
- Гатчина (в объезд города)
- Луга (в объезд города)
- Псков (вблизи центра города, через территорию города-городского округа)
- Остров
- Опочка
- Пустошка
- Невель (вблизи города)

## Основные пересечения с другими дорогами на территории РФ
| Трасса    | Пересечение       | Информация о трассе                                                                                  | Изображение |
| --------- | ----------------- | --- | ----------- |
| 41К-010   | Романовка         | Красное Село — Гатчина — Павловск                                                                    |             |
| 41К-100   | Пригородный       | Гатчина — Куровицы                                                                                   |             |
| А120      | Большие Колпаны   | «Санкт-Петербургское южное полукольцо»: Кировск — Большая Ижора                                      |             |
| 41К-101   | Никольское        | Никольское — Воскресенское                                                                           |             |
| 41К-103   | Никольское        | Никольское — Шпаньково                                                                               |             |
| 41А-003   | Выра              | Кемполово — Тосно — Шапки                                                                            |             |
| 41А-186   | Толмачёво         | Толмачёво — автодорога «Нарва»                                                                       |             |
| 41К-141   | Луга              | Луга — Великий Новгород                                                                              |             |
| 41К-144   | Межозёрный        | Межозёрный — Скреблово — Югостицы — Невежицы                                                         |             |
| 41К-145   | Ретюнь            | Ретюнь — Серебрянский — Волошово — Сара-Лог                                                          |             |
| 58К-089   | Заполье           | Заполье — Плюсса — Ляды — Гдов                                                                       |             |
| 58К-583   | Феофилова Пустынь | Феофилова Пустынь — Уторгош — Медведь — Шимск, далее по А116:(Великий Новгород)                      |             |
| 58А-379   | Лудони            | Лудони — Павы — Боровичи                                                                             |             |
| 58К-579   | Лудони            | Лудони — Струги Красные                                                                              |             |
| 58К-366   | Цапелька          | Цапелька — Новоселье — Струги Красные — Плюсса                                                       |             |
|           | Подборовье-1      | Торошино — Лопатово                                                                                  |             |
| Р56       |                   | Псков — Порхов — Сольцы — Шимск — Великий Новгород                                                   |             |
| А212 E 77 | Псков             | Псков — Изборск — граница с Эстонией — (Рига(Латвия)) — (Калининград)                                |             |
| E 262     | Остров            | Остров — граница с Латвией — Каунас (Литва)                                                          |             |
| 58К-500   | Новгородка        | Новгородка — Пушкинские Горы — Новоржев — Локня                                                      |             |
| 58К-284   | Опочка            | Опочка — поворот на Себеж — граница с Белоруссией, продолжение по территории Белоруссии (до Полоцка) |             |
| 58К-150   | Опочка            | Опочка — Красногородск                                                                               |             |
| М9 E 22   | Пустошка          | «Балтия»: Москва — Великие Луки — Пустошка — граница с Латвией                                       |             |
| Р133      | Невель            | Невель — Усвяты — Велиж — (Смоленск)                                                                 |             |
| А122      | (Невель)          | Шимск — Старая Русса — Поддорье — Холм — Локня — Великие Луки — Невель                               |             |